# CGM
CGM (от англ. Computer Graphics Metafile) — открытый формат и международный стандарт для хранения и обмена графическими данными, (2D векторной и растровой графики и текста). Стандарт принят ISO/IEC 8632.

## Обзор
Все графические элементы могут быть описаны в текстовом исходном файле, который может быть скомпилирован в бинарный файл или в одну из двух текстовых вариантов формата. CGM предоставляет средства обмена графикой для компьютеров, позволяя двумерную графику независимо от конкретной платформы, системы, приложения или устройства. Как метафайл, то есть файл содержащий информацию описывающую другие файлы, формат CGM обладает соответствующим функционалом для отображения содержимого, включает поддержку большого количества видов графической информации и геометрических примитивов. Вместо того, чтобы определить ясный графический формат, CGM содержит инструкции и данные для реконструкции графических компонентов для рендера конечного изображения используя объектно-ориентированный подход.
Хотя формат CGM не имеет широкого распространения в веб и вытеснен другими форматами в художественной области, он превалирует в конструкторских, авиационных и других технических областях.
Первая реализация CGM фактически являлась потоком операций над примитивами Graphical Kernel System. Впоследствии формат был адаптирован для инженерной графики и промышленного дизайна, но вытеснен таким форматами как SVG и DXF.
Консорциум World Wide Web Consortium разработал WebCGM, профиль CGM использования CGM в сети.

## История
- 1986 — ANSI X3 122—1986 (ANSI X3 комитет)
- 1987 — ISO 8632-1987 (ISO)
- 1991 — ANSI/ISO 8632-1987 (ANSI and ISO)
- 1992 — ISO 8632:1992, он же CGM:1992 (ISO)
- 1999 — ISO/IEC 8632:1999, 2-я редакция (ISO/IEC JTC1/SC24)
- 17 декабря 2001 — WebCGM (W3C)
- 30 января 2007 — WebCGM 2.0 (W3C)
- 01 марта 2010 — WebCGM 2.1 (W3C Recommendation)

### Основные
- Overview of CGM Standards
- CGM File Format Summary
- Technology Reports: WebCGM

### Стандарты
- WebCGM 1.0, W3C Recommendation, 17 December 2001
- WebCGM 2.0, W3C Recommendation, 30 January 2007
- WebCGM 2.1 Архивная копия от 13 июля 2017 на Wayback Machine, W3C Recommendation, 01 March 2010
- ISO/IEC 8632-1:1999/Cor.2:2007 Part 1: Functional specification
- ISO/IEC 8632-3:1999 Part 3: Binary encoding
- ISO/IEC 8632-4:1999 Part 4: Clear text encoding

### Прочее
- WebCGM and SVG: A Comparison
- CGM Examples
- Бесплатный векторный онлайн просмотрщик (http://www.sharecad.org/)